# Kogia
Kogia Gray, 1846 è un genere di cetacei comprendente due specie, il cogia di Owen (K. sima) e il cogia di de Blainville (K. breviceps), leggermente più grande. I cogia sono imparentati con il capodoglio (Physeter macrocephalus), ma, soprattutto a causa delle loro piccole dimensioni, vengono classificati in una famiglia monotipica a sé, i Kogidi (Kogiidae Gill, 1871).
Quando lo descrisse per la prima volta, John Edward Gray non si preoccupò di annotare l'etimologia del nome del genere. W. S. Macleay suggerì successivamente che derivasse dalla parola inglese codger («vecchio strambo»).

## Descrizione
I cogia sono notevolmente più piccoli del loro noto parente. Raggiungono una lunghezza di 2,1-3,4 metri e un peso di 136-408 chilogrammi. La loro pelle è grigio scuro sulla parte superiore e più chiara sui fianchi e sul ventre. La parte anteriore della testa è relativamente grande e contiene un organo dello spermaceti. Come nel capodoglio, i denti funzionali sono presenti solo sulla mandibola e il singolo sfiatatoio si trova sul lato sinistro del cranio. La pinna dorsale è a forma di falce.
Le loro abitudini sono poco note; la maggior parte dei dati a disposizione proviene dall'analisi degli esemplari spiaggiati. È probabile che siano animali piuttosto pigri che talvolta galleggiano immobili in superficie. La loro dieta consiste principalmente di cefalopodi, ma anche di pesci.
Talvolta i cogia venivano cacciati, ma non quanto i loro parenti più grandi. Sebbene entrambe le specie siano considerate rare, non vengono elencate a rischio di estinzione dall'Unione internazionale per la conservazione della natura (IUCN).